# Handball Klub Choumen
Le Handball Klub Choumen est un club de handball situé à Choumen en Bulgarie.

## Palmarès
Compétitions nationales
- Championnat de Bulgarie (4) : 1996, 2009, 2010, 2011